# The Honeymoon Baby
The Honeymoon Baby è un cortometraggio muto del 1915 diretto da Sidney Drew.

## Produzione
Il film fu prodotto dalla Vitagraph Company of America.

## Distribuzione
Distribuito dalla General Film Company, il film - un cortometraggio in una bobina - uscì nelle sale cinematografiche statunitensi il 14 luglio 1915. Ne fu fatta una riedizione, distribuita il 15 luglio 1918.